# Petros Stefanou
Petros Stefanou (em grego: Πέτρος Στεφάνου, nascido em 17 de agosto de 1963, Hermópolis, Siro, Grécia) é um clérigo católico romano grego e bispo emérito de Siro e Milos, de Santorini e Administrador Apostólico emérito de Creta. 

## Biografia
Filho de Stefanos Stefanou e Maria Maragou, Petros Stefanou formou-se no liceu de Hermópolis em 1981. Cursou Economia na Universidade de Atenas entre 1982-1986. De 1986 a 1988, viveu na comunidade monástica dos jesuítas. Entre 1989-1995 continuou sua formação sacerdotal no seminário diocesano de Pádua e obteve o Bacharelado em Filosofia e Teologia pela Facoltà Teologica dell’Italia Settentrionale.
Em 26 de junho de 1994, foi ordenado diácono e em 15 de julho de 1995 como padre católico, ambas no Santuário Faneromeni, pelo bispo de Siro, Dom Franghískos Papamanólis, OFM Cap.
A partir de 1995, Stefanou foi pároco de São Pedro Apóstolo em Posidônia e São José em Vissas, na ilha de Siro, professor de religião em escolas de ensino médio, ecônomo diocesano, membro do Conselho Econômico, Chefe do Centro Pastoral São Paulo e do Centro Catequético e Secretário da Comissão para a Catequese em Siro. Também fala italiano, inglês e francês.
Em 13 de maio de 2014, o Papa Francisco o nomeou bispo de Siro (Milos), Santorini e Administrador Apostólico ad nutum Sanctae Sedis de Creta. Em 2 de julho de 2014, Stefanou foi ordenado bispo por seu antecessor, Dom Franghískos Papamanólis, OFM Cap. Os principais co-consagradores foram o Arcebispo de Atenas, Nikólaos Foskolos, e o Arcebispo de Naxos, Andros, Tinos e Míconos, Nikólaos Printezis.
Dom Petros foi o presidente do Santo Sínodo dos Bispos Católicos da Grécia, a conferência episcopal grega; renunciou à presidência do Santo Sínodo em 18 de março de 2025. Também foi principal co-consagrador do Arcebispo Josif Printezis (2021).
Em 11 de abril de 2025, o Papa Francisco aceitou a renúncia antecipada de Mons. Petros Stefanou; Mons. Sevastianos Rossolatos, arcebispo emérito de Atenas, foi nomeado Administrador Apostólico sede vacante et ad nutum Sanctae Sedis das circunscrições.